# Lucio Valerio Potito (cónsul 393 a. C.)
Lucio Valerio Potito  fue un político y militar romano del siglo V a. C. perteneciente a la gens Valeria.

## Carrera política
Fue tribuno militar con poderes consulares en cinco ocasiones, en los años 414 a. C., 406 a. C., 403 a. C., 401 a. C., y 398 a. C. También fue dos veces cónsul, primero en 393 a. C., con Publio Cornelio Maluginense, año en que ambos cónsules tuvieron que dimitir, debido a que en su elección hubo algunos fallos en los auspicios (vitio facti), y Lucio Lucrecio Flavo Tricipitino y Servio Sulpicio Camerino fueron elegidos en su lugar, y por segunda vez en el año siguiente, 392 a. C., con Marco Manlio Capitolino, año en que ambos cónsules celebraron el gran juego, que había sido prometido por el dictador Marco Furio Camilo, y también llevaron la guerra contra los ecuos. Como consecuencia de su éxito en esta guerra, Valerio obtuvo el honor de un triunfo, y una ovación para Marco Manlio Capitolino. En el mismo año Valerio fue el tercer interrex designado para la celebración de la comitia y, en 390 a. C., el año en que Roma fue tomada por los galos, fue magister equitum del dictador Marco Furio Camilo.